# Evidência anedótica

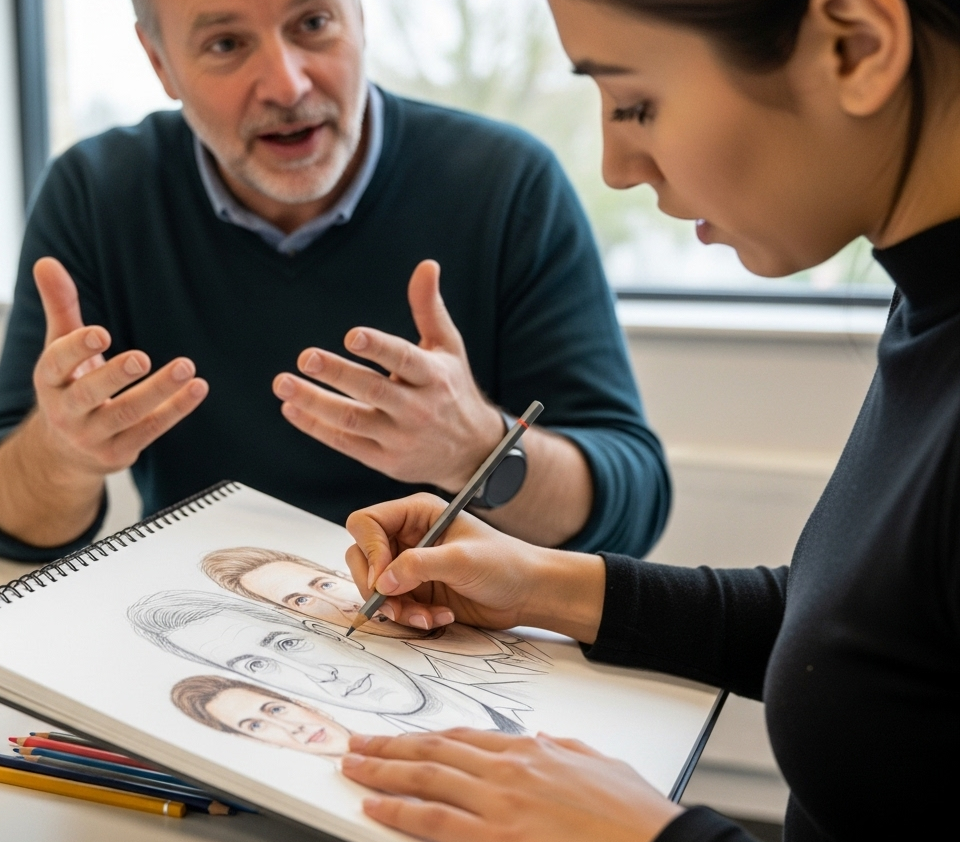
Um retrato falado de acordo com o depoimento.

A evidência anedótica é um tipo de evidência baseada apenas em observação pessoal, coletada de maneira casual (não sistemática).
Na publicidade, durante a promoção de um produto, serviço, ou ideia, o relatório anedótico é chamado de depoimento, que é regulamentado em algumas jurisdições.
Quando comparada a outros tipos de evidência, a evidência anedótica é geralmente considerada como limitada em valor devido a uma série de fraquezas potenciais, mas pode ser considerada dentro do escopo do método científico, pois algumas evidências anedóticas podem ser empíricas e verificáveis, por exemplo, no uso de estudos de caso em medicina. Outras evidências anedóticas, no entanto, não se qualificam como evidências científicas, porque sua natureza impede que sejam investigadas pelo método científico. Onde apenas uma ou algumas anedotas são apresentadas, há uma chance maior de que elas não sejam confiáveis devido a amostras escolhidas a dedo ou não representativas de casos típicos. Da mesma forma, os psicólogos descobriram que, devido ao viés cognitivo, as pessoas são mais propensas a se lembrar de exemplos notáveis ou incomuns do que de exemplos típicos. Assim, mesmo quando precisas, evidências anedóticas não são necessariamente representativas de uma experiência típica. A determinação precisa de se uma anedota é típica requer evidência estatística. O uso indevido de evidências anedóticas na forma de argumento a partir de anedotas é uma falácia informal e às vezes é referido como a falácia da "pessoa que" ("Conheço uma pessoa que..."; "Conheço uma caso em que..." etc.) que coloca um peso indevido nas experiências de colegas próximos que podem não ser típicos.

## Contexto científico
Em Ciência, define-se evidência anedótica como:
- "informação que não é baseada em fatos ou estudo cuidadoso"[7]
- "observações ou estudos não científicos, que não provém provas mas podem assistir esforços de pesquisa"[8]
- "descrições ou observações de observadores geralmente não científicos"[9]
- "observações ou indicações casuais, ao invés de análise rigorosa ou científica"[10]
- "informação transmitida boca-a-boca mas não documentada cientificamente"

Evidências anedóticas podem ter graus variados de formalidade. Por exemplo, em Medicina, evidência anedótica descrita e publicada cientificamente é chamada de relato de caso, que é um modo mais formal, cientificamente correto, sujeito a revisão por pares. e invoca a realização de estudos científicos mais rigorosos sobre o fenômeno em questão. Por exemplo, um estudo encontrou que 35 de 47 relatos anedóticos de efeitos colaterais foram mais tarde sustentados como "claramente corretos".
Pesquisadores, portanto, podem utilizar evidências anedóticas para sugerir novas hipóteses científicas, mas nunca como evidência que as suporte.

## Evidência anedótica e falha lógica
Evidências anedóticas são freqüentemente não científicas ou pseudocientíficas porque várias formas de vieses cognitivos podem afetar a colação ou a apresentação da evidência. Por exemplo, alguém que alega ter tido um encontro com um ser sobrenatural ou alienígena pode apresentar uma história vívida, mas isso não é falseável. Este fenômeno também pode acontecer com grande número de pessoas através de validação subjetiva.
A evidência anedótica também é freqüentemente mal interpretada pela disponibilidade eurística, que leva a uma superestimação da prevalência. Onde uma causa pode ser facilmente ligada a um efeito, as pessoas tendem a superestimar a probabilidade de que a causa leve àquele efeito. Em particular, episódios vividos e emocionalmente carregados parecem mais plausíveis e recebem maior importância. Episódios com menor carga emocional ou com relação causa-efeito menos evidente geralmente são menos relatados.
Um modo comum de tornar evidências anedóticas não científicas é através de falácias como post hoc ergo propter hoc (depois disto, logo causado por isto), a tendência humana de assumir que se um evento ocorre após outro, então o primeiro deve ser a causa do segundo. Outra falácia envolve a indução de raciocínio falho. Se uma evidência anedótica ilustra uma conclusão desejada ao invés de uma conclusão lógica, é considerada uma generalização apressada. Por exemplo, aqui está uma evidência anedótica apresentada como prova de uma conclusão desejada:
"Há provas abundantes de que Deus existe e que continua produzindo milagres hoje. Na semana passada, li sobre uma menina que estava morrendo de câncer. Sua família inteira foi à igreja e rezou e ela se curou."
Anedotas como essa têm alto poder de persuasão, mas não provam nada do ponto de vista lógico ou científico. A criança poderia melhorar de qualquer modo, o que poderia tornar esse exemplo válido de falácia regressiva. Evidências anedóticas não distinguem melhoras causadas ou não por efeito placebo, apenas estudos clínicos aleatórios duplo-cegos controlados com placebo podem fazer essa distinção.
Websites dirigidos a retórica frequentemente dão explicações sobre estas linhas:
Evidências anedóticas, por exemplo, são por definição menos estatisticamente confiáveis do que outra classe de evidências, e as explicações não são super valorizadas devido à autoridade. Quando ambas, a evidência anedótica e explicações podem afetar nossa compreensão de uma premissa, e portanto influenciar o nosso julgamento. A força relativa de uma explicação ou uma anedota é usualmente uma função de sua clareza e aplicabilidade à premissa que a sustenta. 
Por contraste, em ciência e lógica, a "relativa força de uma explicação" é baseada em sua capacidade de ser testada, provada como sendo devido a uma causa definida, e verificada sob condições naturais de forma que outros pesquisadores possam concordar que tenha sido claramente comprovada, e possa ser checada por eles.

## Evidência científica como evidência legal
Em certas situações, a evidência científica apresentada em júri deve atender aos requisitos legais para a evidência. Por exemplo, nos Estados Unidos, especialistas em testemunhas devem atender aos Padrões de Daubert. Esta regra define que antes de que uma evidência seja apresentada para a testemunha por especialistas, a metodologia deverá ser aceita entre os cientistas. Em algumas situações a "evidência anedótica" pode atingir este nível (tais como em certos relatos de fatos que podem corroborar ou refutar outras evidências).
Miller and Miller (2005) apresentam cinco padrões de provas, por nível de evidência:
| Tipo               | Níveis de Evidência | Padrões                     |
| ------------------ | ------------------- | --------------------------- |
| Regulatório, Legal |                     | "Princípio de Precaução"    |
| Legal - Civil      | *                   | Mais parecido do que nunca  |
| Legal - Civil      | **                  | Claro e convincente         |
| Legal - Criminal   | ***                 | Além de uma dúvida razoável |
| Científico         | ****                | Irrefutável                 |